# 布拉登縣 (北卡羅萊納州)
布拉登县（英語：Bladen County）是美國北卡羅萊納州東南部的一個縣。面積2,298平方公里。根据美國2000年人口普查，共有人口32,278人。縣治伊利莎白敦（Elizabethtown）。
成立於1734年。縣名紀念英國下議院議員、貿易與種植園委員會委員馬丁·布拉登。